# Indigo-Kinder
Als Indigo-Kinder bezeichnen Anhänger esoterischer Ideen eine Gruppe von Kindern, denen sie ganz besondere psychische und spirituelle Eigenschaften und Fähigkeiten zuschreiben. Der Begriff der Indigo-Kinder gelangte in esoterischen Kreisen zu internationaler Bekanntheit und zu zahlreichen Adaptionen in einschlägigen Veröffentlichungen sowie im World Wide Web. Der Begriff wird nicht durch Erkenntnisse der Psychologie, Kinder- und Jugendpsychiatrie oder Pädagogik gestützt und fand im wissenschaftlichen Diskurs so gut wie keine Resonanz.

## Begriffsgeschichte
Der Begriff „Indigo-Kinder“ wurde 1982 erstmals von Nancy Ann Tappe in ihrem Buch „Understanding Your Life Through Color“ erwähnt. Die Autorin, die angibt, die menschliche „Aura“ wahrnehmen zu können, will seit den späten 1970er Jahren eine Zunahme von Neugeborenen mit „indigofarbener Aura“ festgestellt haben. Heute seien nahezu 100 % der unter zehnjährigen Kinder „Indigo-Kinder“.
Der Begriff erlangte durch das 1998 erschienene Buch „The Indigo Children: The New Kids Have Arrived“ des US-Autorenpaares Lee Carroll und Jan Tober einige Bekanntheit in der Esoterik-Szene. Carroll bezeichnet sich als Medium mit Kontakt zu einem engelhaften Wesen namens „Kryon“. Durch die Kommunikation mit „Kryon“ sei er auf die Indigo-Kinder aufmerksam geworden.

## Ideologie
Ein Indigo-Kind weise nach Carroll und Tober neue und ungewöhnliche psychische Merkmale auf, die ein bislang nicht bekanntes Verhaltensmuster ergäben. Es komme mit einem hohen Selbstwertgefühl und dem Wissen um seine Erhabenheit auf die Welt, akzeptiere keine (künstlichen) Autoritäten und reagiere nicht auf Disziplinierungsversuche, verweigere ihm unverständlich oder sinnlos erscheinende Handlungen, zeige Frustrationen gegenüber ritualisierten Systemen, gelte als Querdenker, habe Schulschwierigkeiten, werde von anderen als dissozial wahrgenommen und habe einen hohen Intelligenzquotienten. Auch sei es hypersensibel gegenüber chemischen Stoffen, beispielsweise in der Nahrung. Bei Indigokindern würden von Ärzten häufig fälschlicherweise kinder- und jugendpsychiatrische Störungen wie beispielsweise eine Aufmerksamkeitsdefizit-/Hyperaktivitätsstörung (ADHS) diagnostiziert. Anhänger dieser Idee empfehlen daher Eltern, auch entgegen ärztlichem Rat, auf eine schulmedizinische Behandlung dieser Störung zu verzichten. Carroll, Tober und andere einschlägige Autoren vermitteln den Eindruck, die „Ankunft“ der Indigo-Kinder sei Teil eines größeren spirituellen Prozesses, sie seien Vorboten einer neuen, hybriden, möglicherweise sogar außerirdischen Lebensform.

## Rezeption
Der US-amerikanische Psychologe Russell A. Barkley kritisiert, dass das Konzept der Indigo-Kinder durch keine wissenschaftlichen Studien gestützt wird. Viele der beschriebenen Verhaltensweisen seien so allgemein beschrieben, dass sie auf die meisten Menschen zuträfen. Dass viele Menschen darin sich oder ihre Kinder wiedererkennen, schreibt er dem Barnum-Effekt zu. Er kritisiert auch, dass durch eine Zuschreibung „Indigo-Kind“ eine angemessene und hilfreiche medizinische Diagnose und Behandlung vorenthalten werden könnte.
Die Theologen Andreas Fincke und Matthias Pöhlmann sehen in dem Konzept der Indigo-Kinder einen „Inbegriff einer fortschrittsoptimistisch gestimmten Heils- und Zukunftshoffnung“. Da von den Vertretern des Konzepts die Diagnose einer Aufmerksamkeitsdefizit-/Hyperaktivitätsstörung (ADHS) bei verhaltensauffälligen Kindern abgelehnt wird, sehen auch sie darin die Gefahr, dass den von einer ADHS betroffenen Kindern medizinische und psychologische Hilfe vorenthalten werden könnte.
Während sich für Anhänger der Idee von den Indigo-Kindern ein umfangreiches Angebot an Literatur (vorwiegend Ratgeberliteratur für Eltern), Websites und Produkten wie Reisen, Beratungen und Seminare etabliert hat, werden Kritik und Warnungen, etwa von Autoren aus dem Umfeld von Sektenberatungen oder der Skeptikerbewegung geäußert. Sie greifen die Vermarktung des Konzeptes „Indigo-Kinder“ an, da oftmals Wirkstoffe, Literatur und Seminare dazu angeboten würden, die einer wissenschaftlichen Überprüfung ihrer Wirksamkeit nicht standhalten könnten und im Widerspruch zu wissenschaftlichen Lehrmeinungen stünden.

## Adaptation in der Populärkultur
- Der Film Indigo thematisiert die Beziehung zwischen einem Mann und seiner als „Indigo-Kind“ bezeichneten Nichte.[14]
- Im Computerspiel Fahrenheit (US-Titel: Indigo Prophecy) wirkt ein „Indigo-Kind“ namens Jade als mutmaßlicher Prophet mit.
- Das Album V is for Vagina der Band Puscifer enthält einen Song namens Indigo Children.
- Im Roman Indigo spielt  Clemens J. Setz mit Idee und Auswirkungen, wenn diese Kinder tatsächlich eine hier krankmachende Aura besäßen.
- Das Rapperduo "The Underachievers" aus New York sehen sich selbst als Teil der Indigo-Generation an und thematisieren sie auch in vielen Liedern.
- Der Sänger und Rapper Raury gab im Jahr 2014 sein Debüt-Mixtape Indigo Child heraus.[15]
- Im deutschen Kinderfilm Max Topas – Das Buch der Kristallkinder sind die Protagonisten Kristallkinder mit ganz besonderen Fähigkeiten.
- Das Album der Künstlerin Poly Styrene nennt sich Generation Indigo